# Roger Vanderschrick
Roger Vanderschrick (ur. 27 sierpnia 1942 roku) – belgijski kierowca wyścigowy.

## Kariera
Roger Vanderschrick rozpoczął karierę w międzynarodowych wyścigach samochodowych w 1968 roku w klasie GT 2.0 24-godzinnego wyścigu Le Mans, w którym odniósł zwycięstwo w klasie, a w klasyfikacji generalnej był dwunasty. Cztery lata później nie ukończył wyścigu w klasie GT. Był mistrzem hillclimbingu Belgii w 1967.